# Khemis El Khechna
Ne doit pas être confondu avec Khenchela.
Pour les articles homonymes, voir Khemis et Khechna.
Khemis El Khechna (خميس لخشنة en arabe algérien, Lexmis n Lxecna en kabyle et transcrit par ⵍⵅⵎⵉⵙ ⵏ ⵍⵅⴻⵛⵏⴰ en tifinagh modernisé et anciennement Fondouk pendant la colonisation française) est une ville d'Algérie, faisant partie de la wilaya de Boumerdès, dans la daïra de Khemis El Khechna, à 30 km à l'est d'Alger et à 25 km du chef-lieu de la wilaya de Boumerdès. Connue sous le nom de Fondouk avant l'année 1974.

## Géographie
La ville de Khemis El Khechna est construite sur le Haouch Belakehal, ancienne propriété de la région des Khechnas de la plaine. Les colons ont utilisé le mot arabe Fendek pour situer la région qui prendra le nom de Fondouk. Un hôtel y existait avant 1830, dans cet hôtel ont séjourné les arpenteurs pour établir la levée et la délimitation des propriétés d'algériens autochtones de la région des Khechnas de la plaine et de la Khechnas de la montagne. Sur le territoire de cette commune est enterré Sidi Bannour l'un des grands imam ibadite. Un ancien puits historique nommé Bir Gueriche porte le même nom qu'un autre puits se trouvant à Sidi M'hammed à Alger.
| Hammadi, Wilaya d'Alger | Wilaya d'Alger, Ouled Hedadj, Ouled Moussa     | Ouled Hedadj             |
| Hammadi                 | Khemis El Khechna                              | Larbatache, Ouled Moussa |
| Wilaya de Blida         | Wilaya de Médéa , Wilaya de Bouira, Larbatache | Larbatache               |

## Histoire
Khemis El Khechna, anciennement Fondouck a été créée en 1845 par décret de Louis Philippe. Elle est promue commune en 1856. Son premier maire est un dénommé Raboil.
L'histoire de cette localité remonte avant 1830, où un hôtel fut construit pour les passagers qui transitaient par la région. Le chemin de Constantine passait par cette localité.
Le nom Khachnis fait référence au massif de Khachna un massif de petite kabylie. Même si d'autres populations ce sont agrégées dans cette ville, la majeure partie des autochtones de cette régions sont des d'origine berbère, des berbères légèrement arabisés, et plus précisément de la confédération des Sanhadjas. Un des village de cette ville est Hammedi fait référence à la dynastie hammadide qui est bien une dynastie sanhadjienne.
De plus, les coutumes locales dont la fête de Yennayer y a toujours été fêtée, comme dans toute ville rurale de la région, et le parlé locale qui est un arabe algérien dans la forme est berbérisé dans le fond en termes de vocabulaire.
La commission des transactions et partages a fait la levée de plusieurs propriétés qui sont les Haouchs Belakehal, Ghalia, Khodja El Berri, Ben Gueriche, Ben Houria, Ouzza, Bounoua, Ben Latreche, Ben Chekir, Kouchache, Ben Dennoun et Mehieddine.

## Économie
Fondouk était considérée comme l'une des régions les plus riches de l'Algérie suivant les articles publiés dans L'Écho d'Alger[réf. nécessaire] pendant les années 1950. Cette richesse provenait en majorité des vignobles et du barrage d'irrigation du Hamiz. De même, ses pêches étaient très renommées dites «Pêches de Fondouk».